# Wettenhausen
Wettenhausen ist ein Gemeindeteil von Kammeltal im schwäbischen Landkreis Günzburg in Bayern.

## Lage
Das Pfarrdorf liegt im unteren Tal der Kammel, etwa zweieinhalb Kilometer nördlich von Ettenbeuren. Es ist von der Staatsstraße 2024 aus über die Kreisstraße GZ 17 zu erreichen.

## Geschichte
Die früheste bekannte Besiedlung erfolgte durch die Kelten. Davon zeugen Grabhügel am Kalvarienberg und eine Keltenschanze im Heidengehau. Im 3. und 4. Jahrhundert besiedelten die Alemannen das Land zwischen Mindel und Kammel. Hier verlief auch die alte Römerstraße von Augsburg (Augusta) nach Günzburg (Guntia).
Der Ortsname soll von einem frühen alemannischen Siedler namens „Wetticho“ stammen.
Wettenhausen war eine selbstständige Gemeinde. Am 1. Januar 1971 wurde im Zuge der kommunalen Gebietsreform die Gemeinde Hammerstetten eingegliedert, am 1. Juli 1972 wurde Wettenhausen mit weiteren Gemeinden zur neugegründeten Gemeinde Kammeltal zusammengefasst.

## Bevölkerungsentwicklung
Es handelt sich um Einwohnerzahlen nach dem jeweiligen Gebietsstand bis 1970 und ohne die heute zugehörigen Ortsteile. Die Bevölkerungszahl im Ort von 1987 wurde als Gemeindeteil der Gemeinde Kammeltal angegeben. Die Zahlen sind Volkszählungsergebnisse mit Archivierungen des Internetportals Bavarikon des Freistaats Bayern.
| Jahr      | 1871 | 1925 | 1950 | 1970 | 1987 |
| Einwohner | 517  | 686  | 786  | 738  | 465  |

## Baudenkmäler
- Die Kapelle St. Wendelin im Klosterhof wurde im 18. Jahrhundert erbaut.
- Das Kloster Wettenhausen wurde bereits um 1200 erbaut und durch die oberen Geschosse 1607 erweitert. Weitere Erweiterungen der Anlage folgten von 1680 bis 1694 mit Ausbau der Propstei und des Westtrakts mit Kaisersaal. Der Wirtschaftshof des Klosters im Süden mit Mühle, Stallungen, Gesinde- und Speicherbauten stammt aus dem 17. und 18. Jahrhundert.
- Das Gasthaus zur Post	stammt wohl aus dem 18. Jahrhundert. 1929 wurde das Gebäude durch den Saalanbau erweitert.
- Der Chor der Pfarrkirche St. Mariä Himmelfahrt wurde in den Jahren 1522 und 1523 erbaut. Der Bau des Turms der Kirche erfolgte zwischen 1514 und 1523. Ende des 17. Jahrhunderts wurde die Kirche barockisiert und durch einen Neubau des Langhauses 1670 erweitert.
- Das Gasthaus Adler ist ein Giebelbau aus dem 17. Jahrhundert.
- Das Bauernhaus in der Dossenbergerstraße wurde im 17. Jahrhundert errichtet. Das Fachwerkhaus ist ein zweigeschossiger Bau mit vorkragendem Dachgeschoss und einem Ziergiebel. 1987 wurde das Gebäude renoviert.
- Das Ehemalige Amtshaus des Ortes mit Giebelbau und zwei Erkertürmen wurde um 1680 erbaut. Die Nebengebäude wurden um 1700 errichtet.
- Ein weiteres Bauernhaus in der Dossenbergerstraße mit Giebelbau und Putzgliederungen stammt aus dem 18. Jahrhundert.
- In der Dossenbergerstraße befindet sich ein Wohnhaus mit Walmdachbau und Putzgliederungen aus dem Ende des 18. Jahrhunderts.
- Am Kalvarienberg befindet sich die Heilig-Grab-Kapelle, die 1853 am Platz eines abgegangenen Burgstalles errichtet wurde.
- Im Kleinbeurer Weg stehen die ehemaligen Klosterstallungen mit Scheune aus dem 18. Jahrhundert die heute als Wohnhaus genutzt werden.
- Die ehemalige Vogtei mit Giebelbau, Eckstreben und Putzgliederungen stammt aus dem 17. Jahrhundert. Im Jahr 1768 wurden Umbaumaßnahmen durchgeführt.
- Ehemaliger Friedhof mit der 1713 errichteten Katholischen Friedhofskirche St. Patricius.

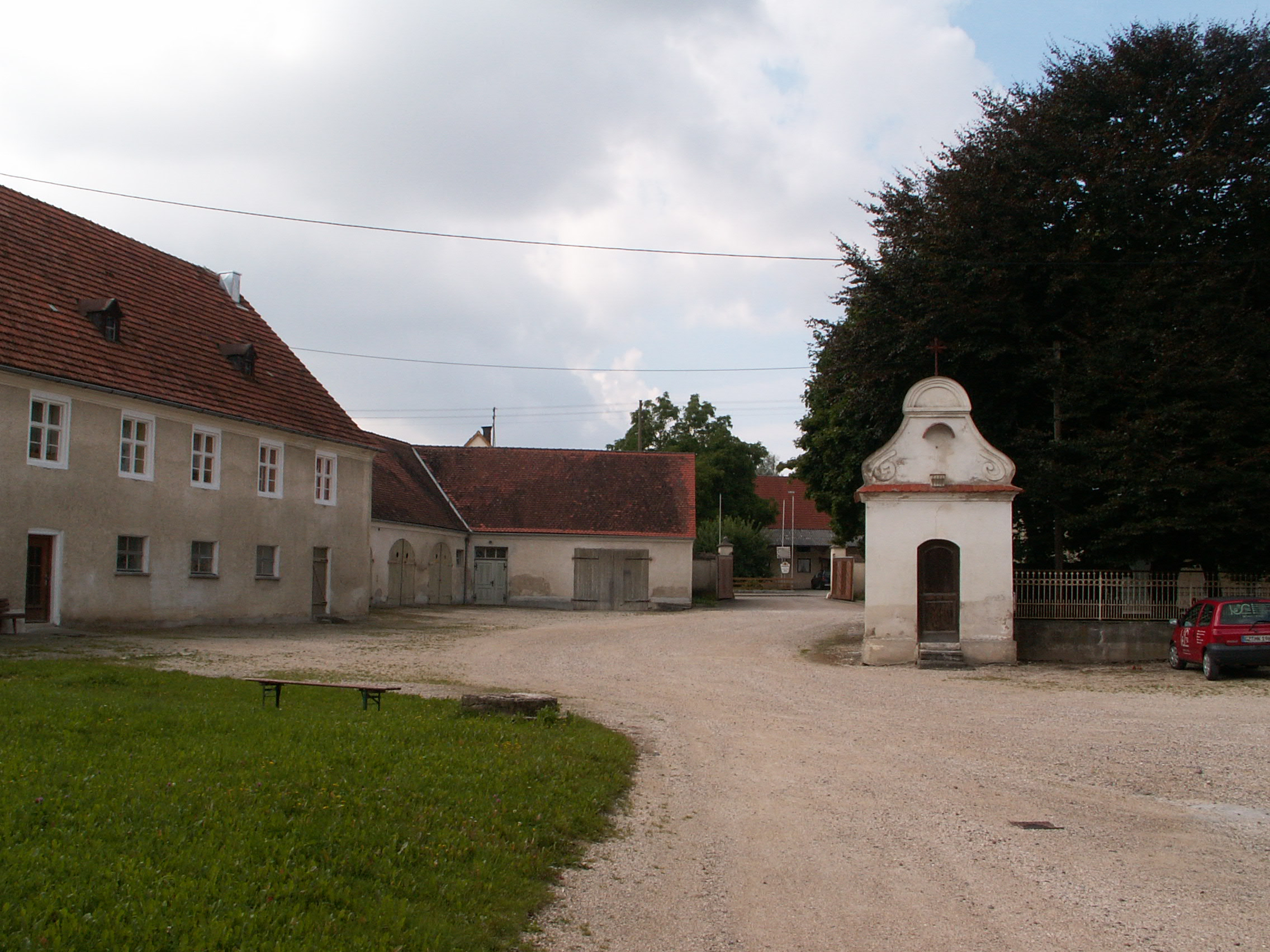
Kapelle im Klosterhof
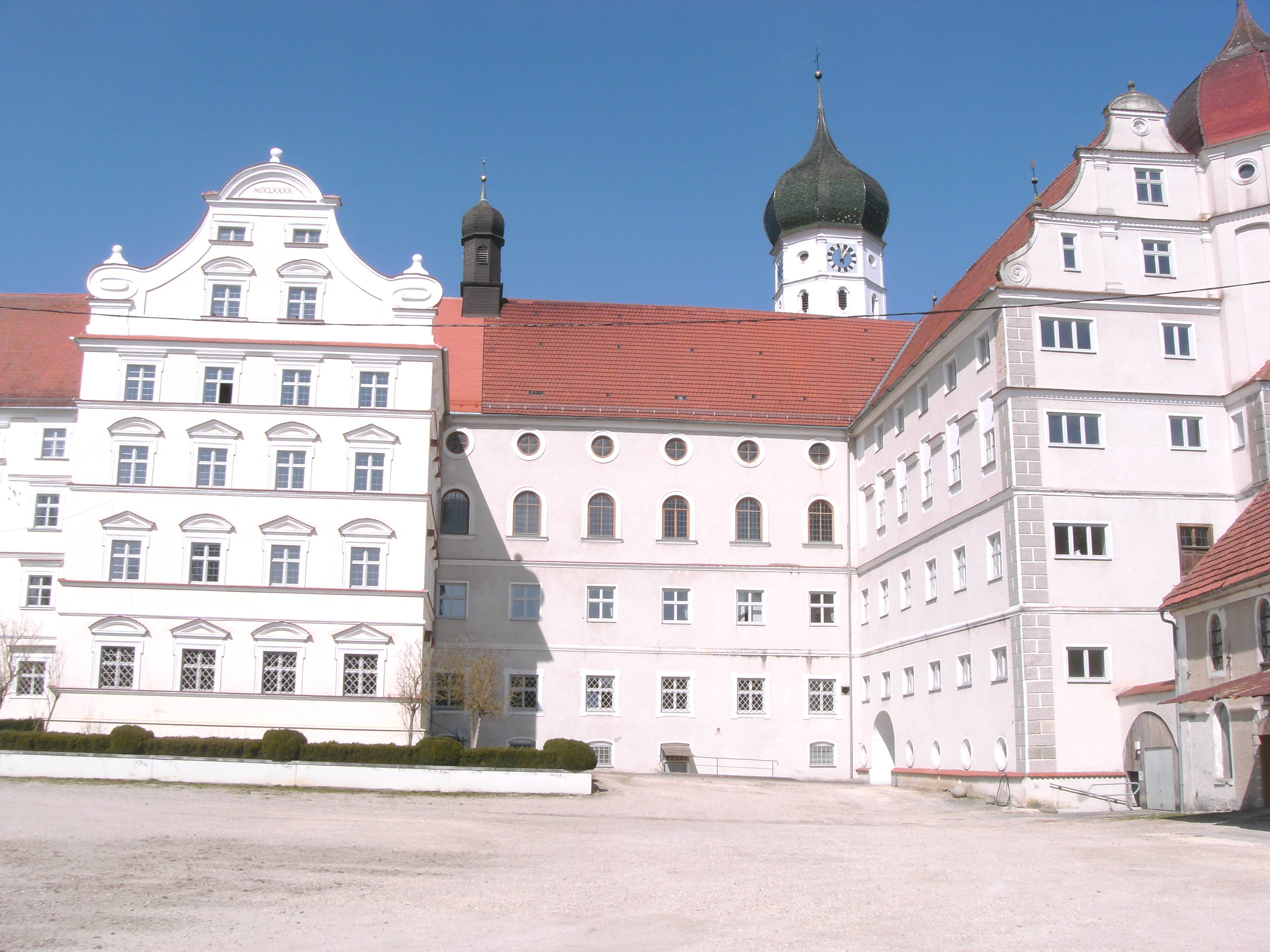
Kloster
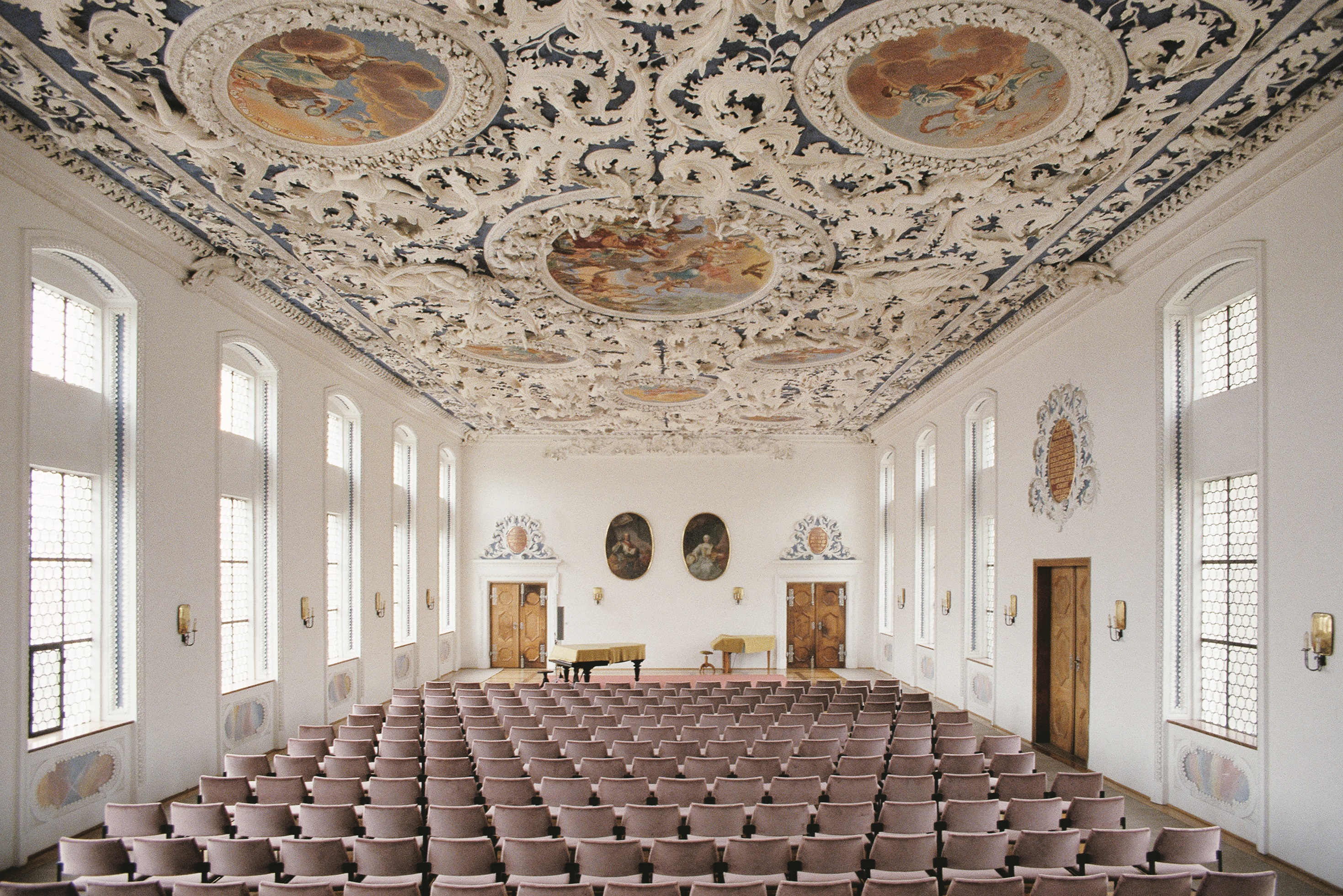
Kaisersaal im Kloster
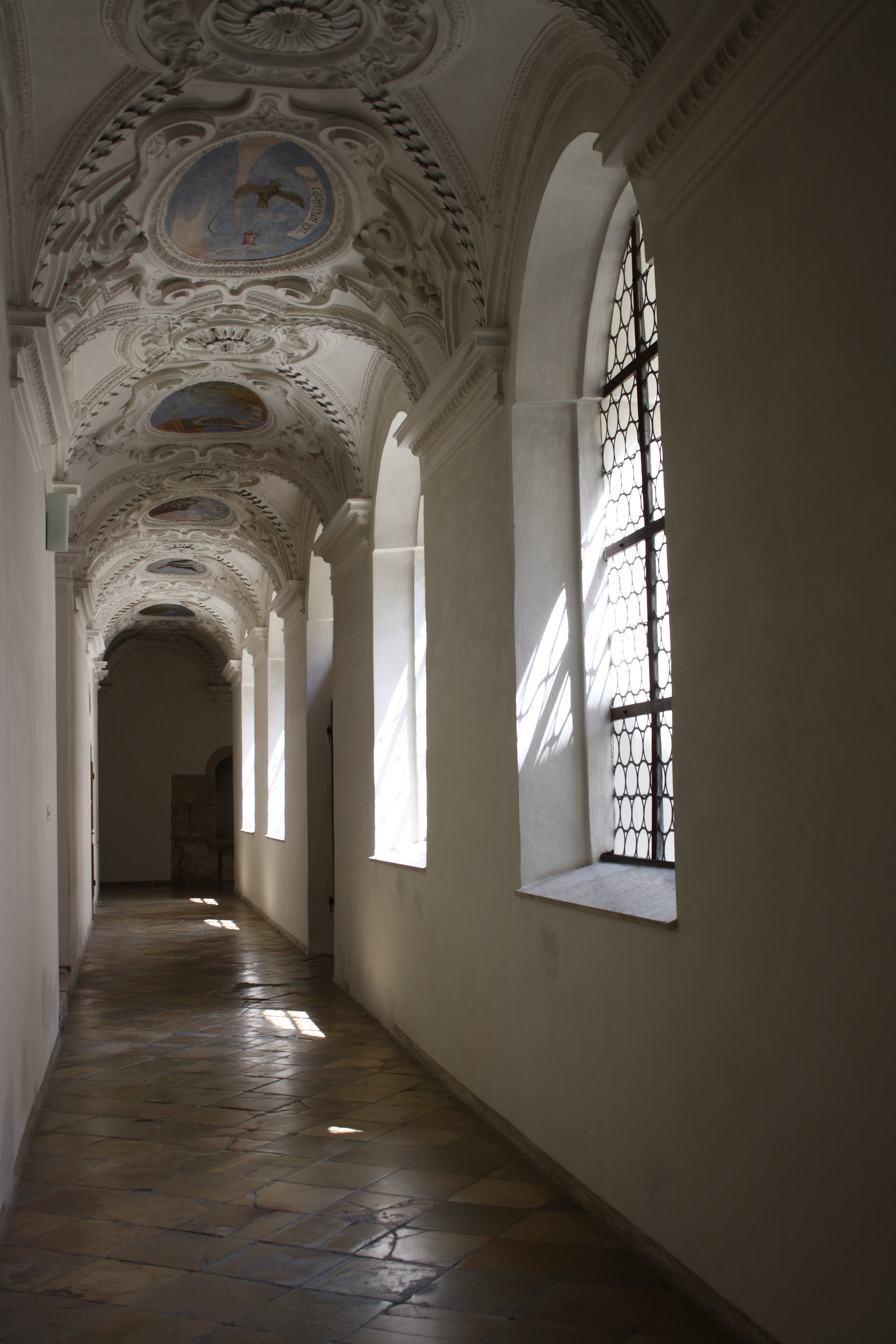
Kreuzgang im Kloster
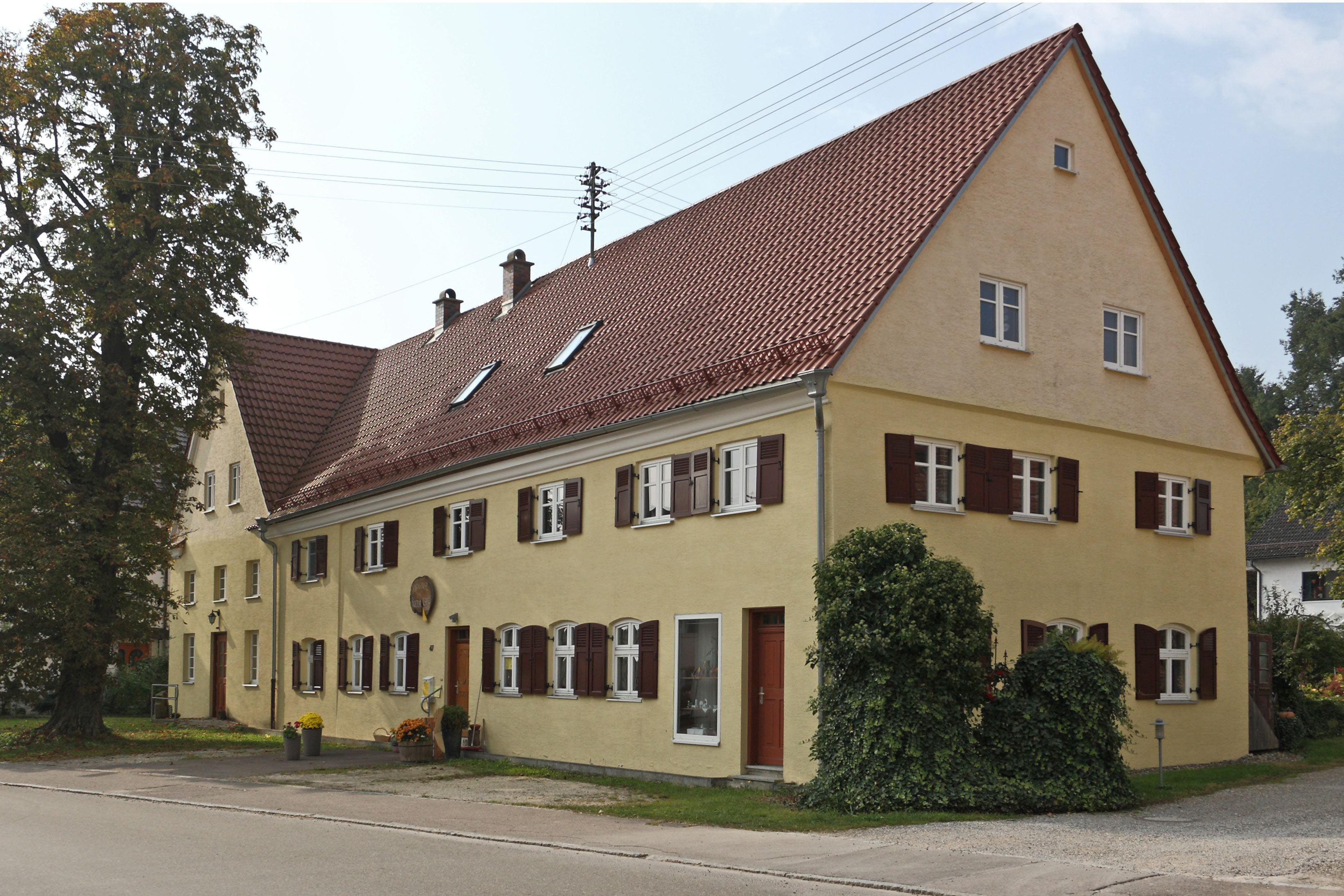
Gasthaus zur Post
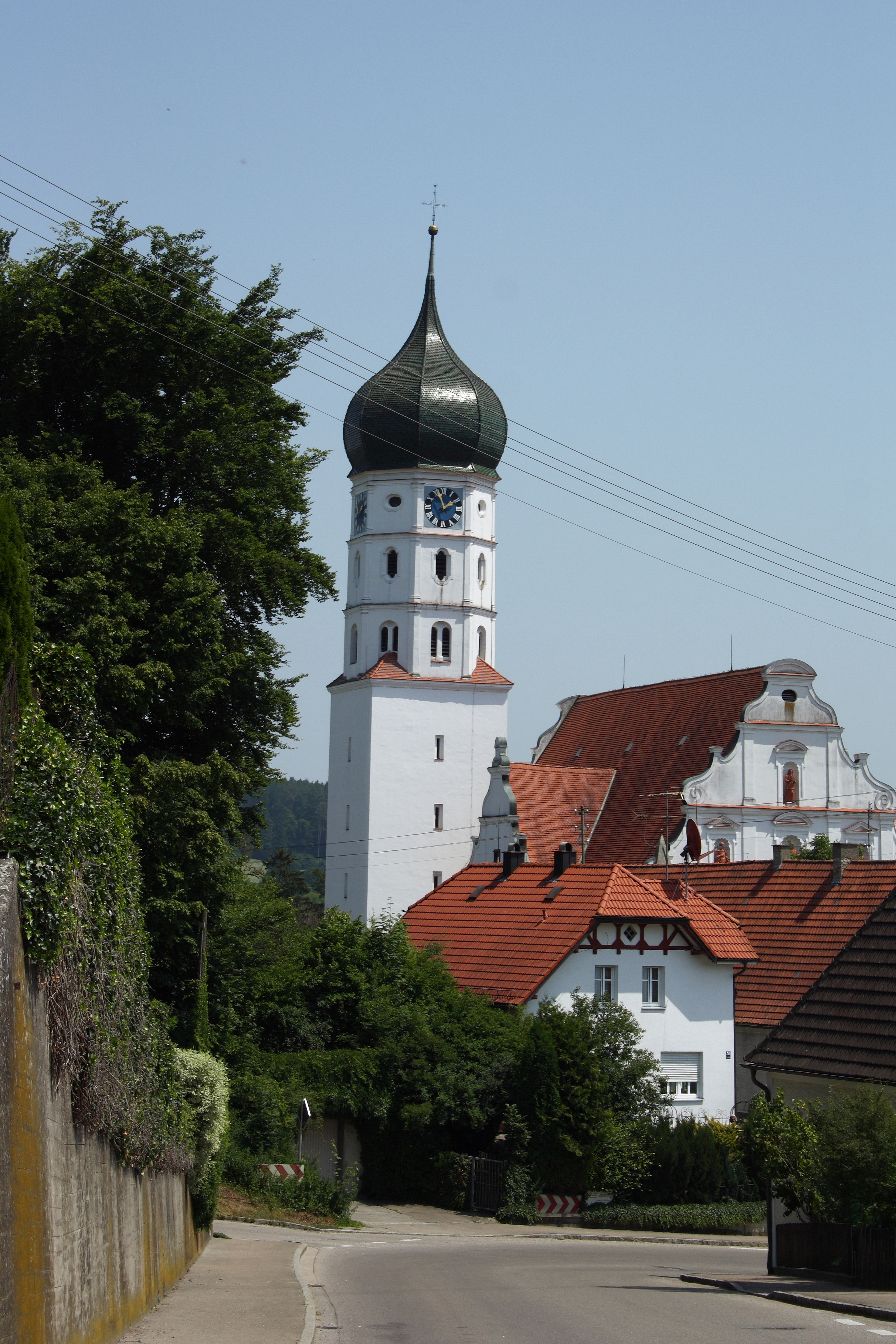
Katholische Pfarrkirche Mariä Himmelfahrt
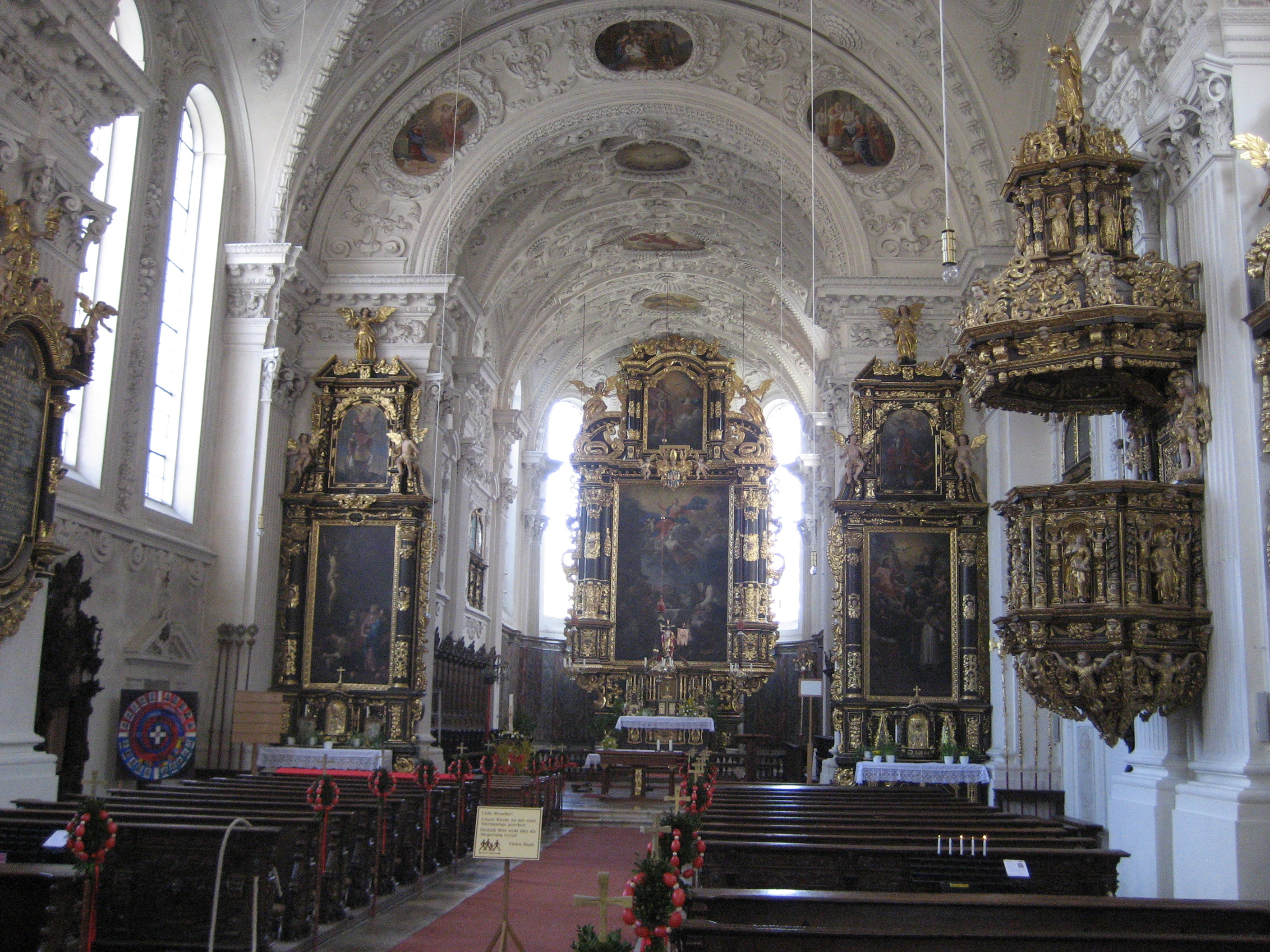
Altar in der Pfarrkirche
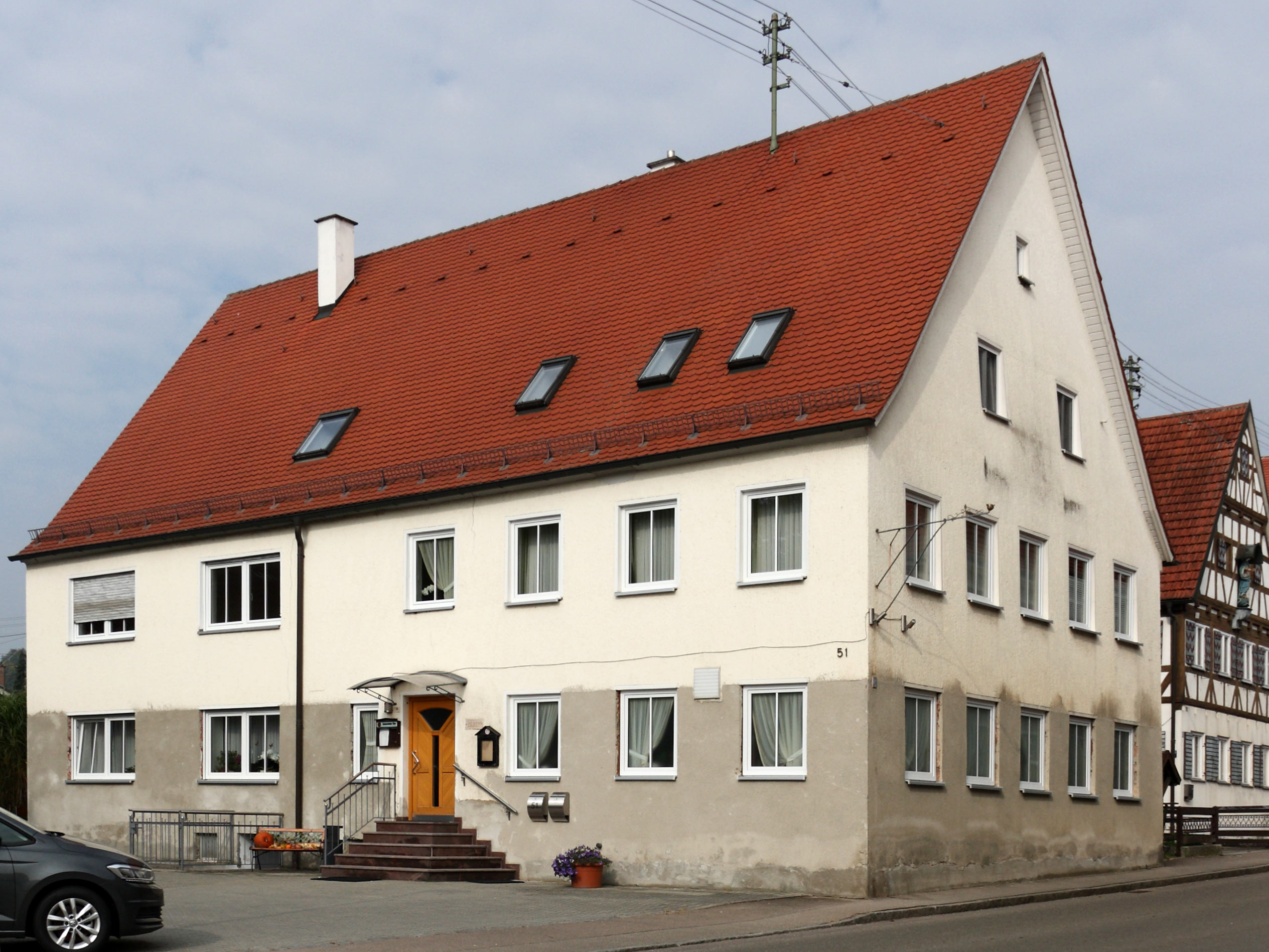
Gasthaus Adler
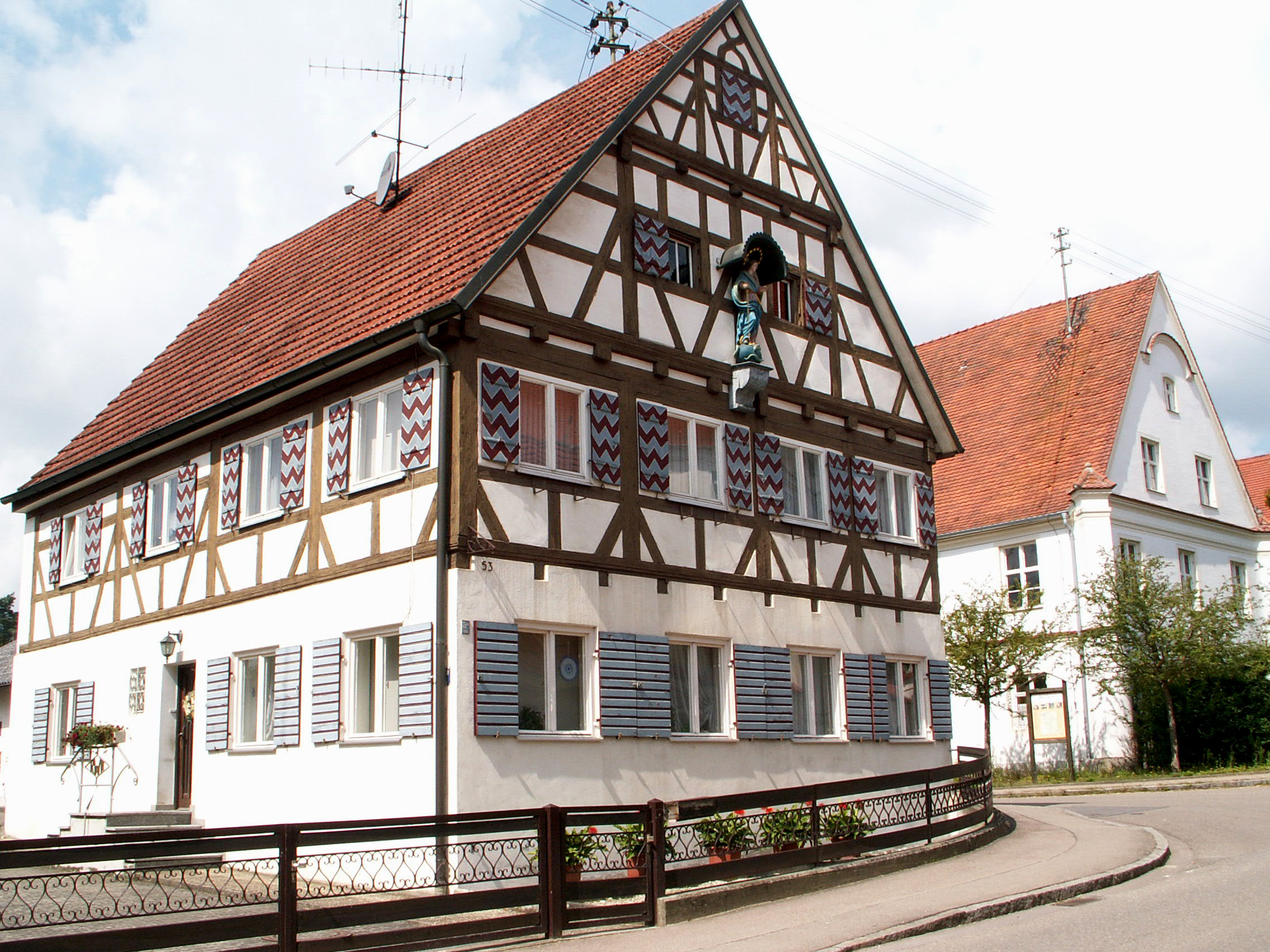
Bauernhaus mit Fachwerkbauweise
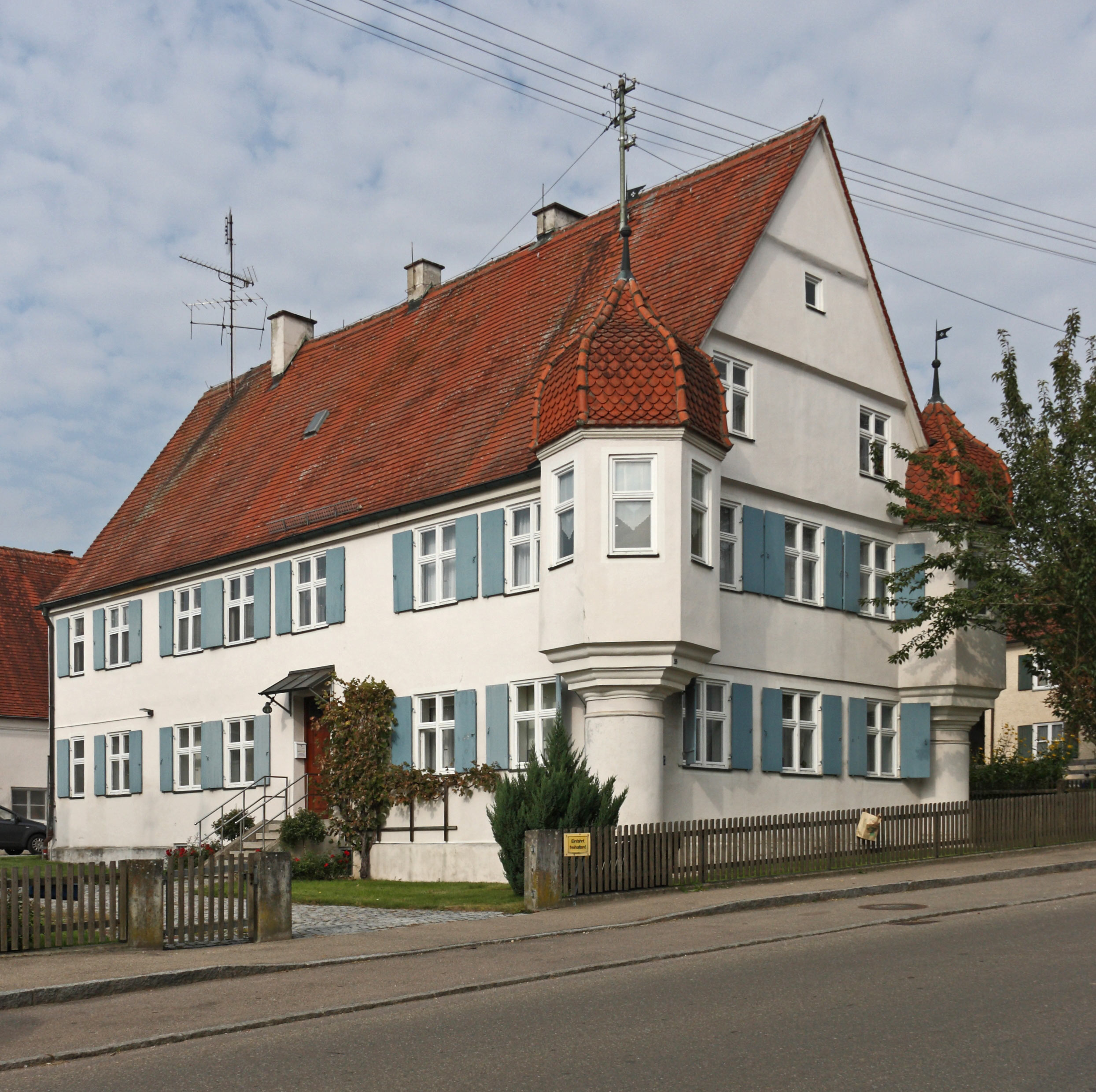
Ehemaliges Amtshaus
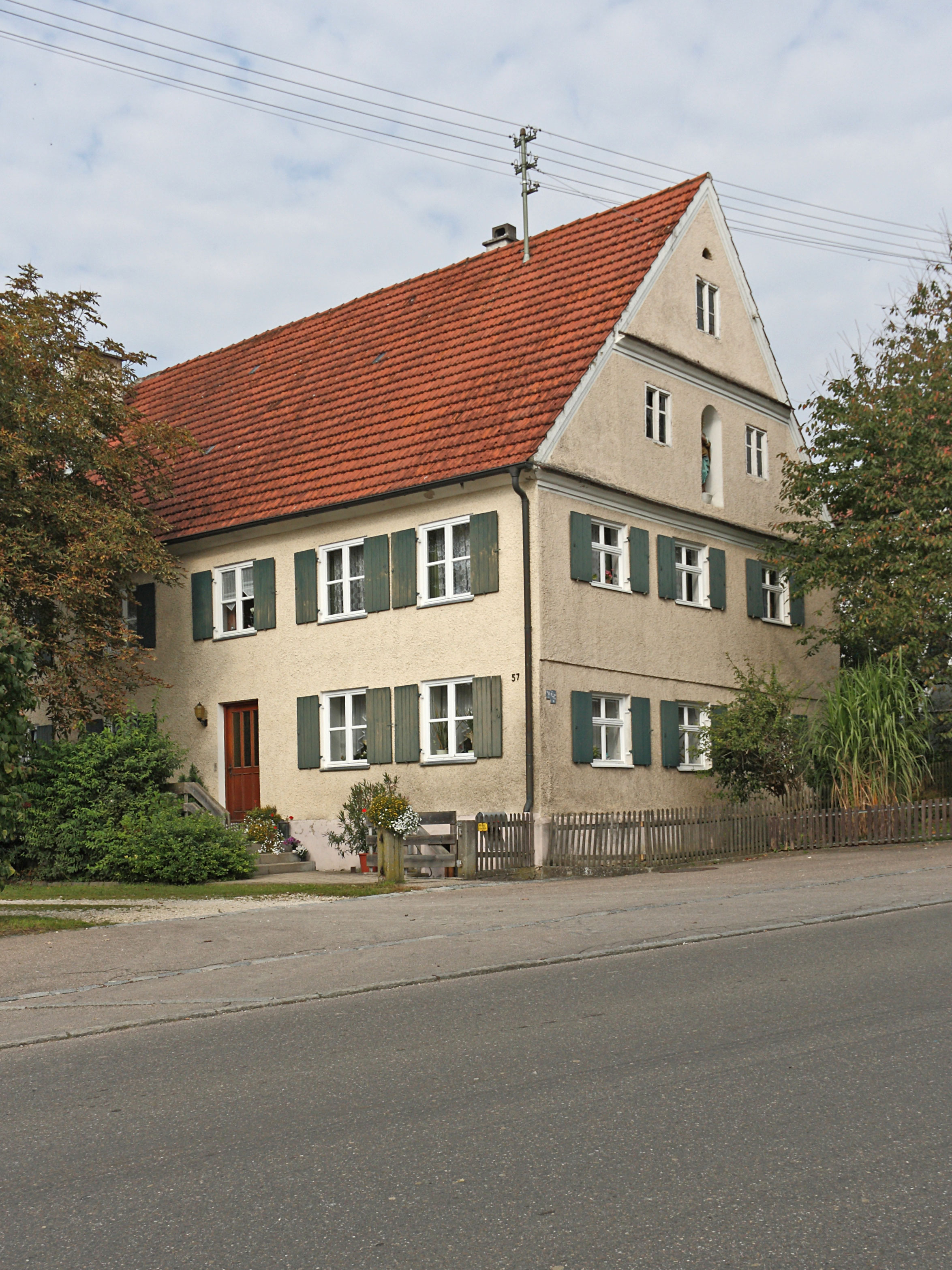
Altes Bauernhaus
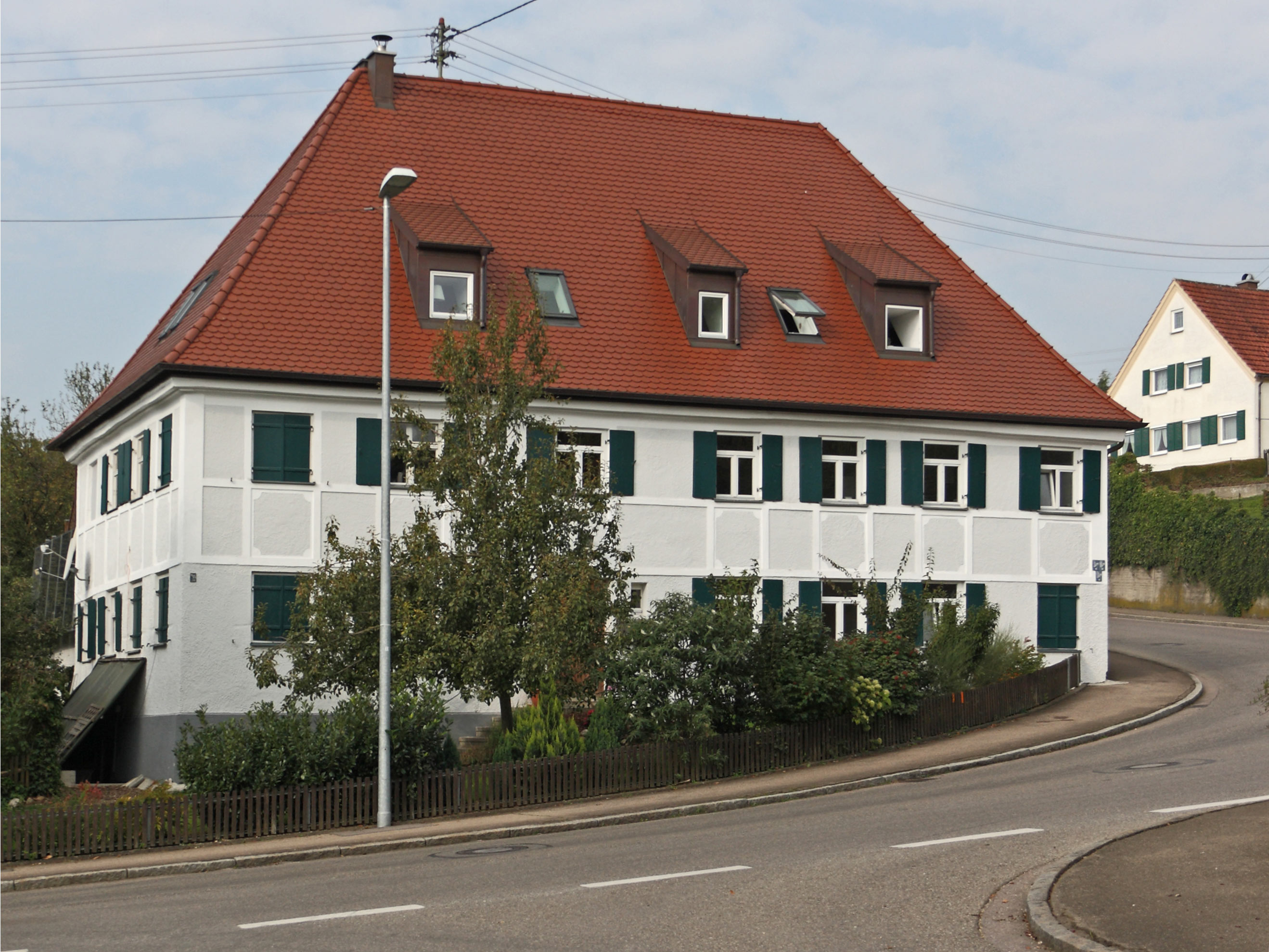
Wohnhaus aus dem 18. Jahrhundert
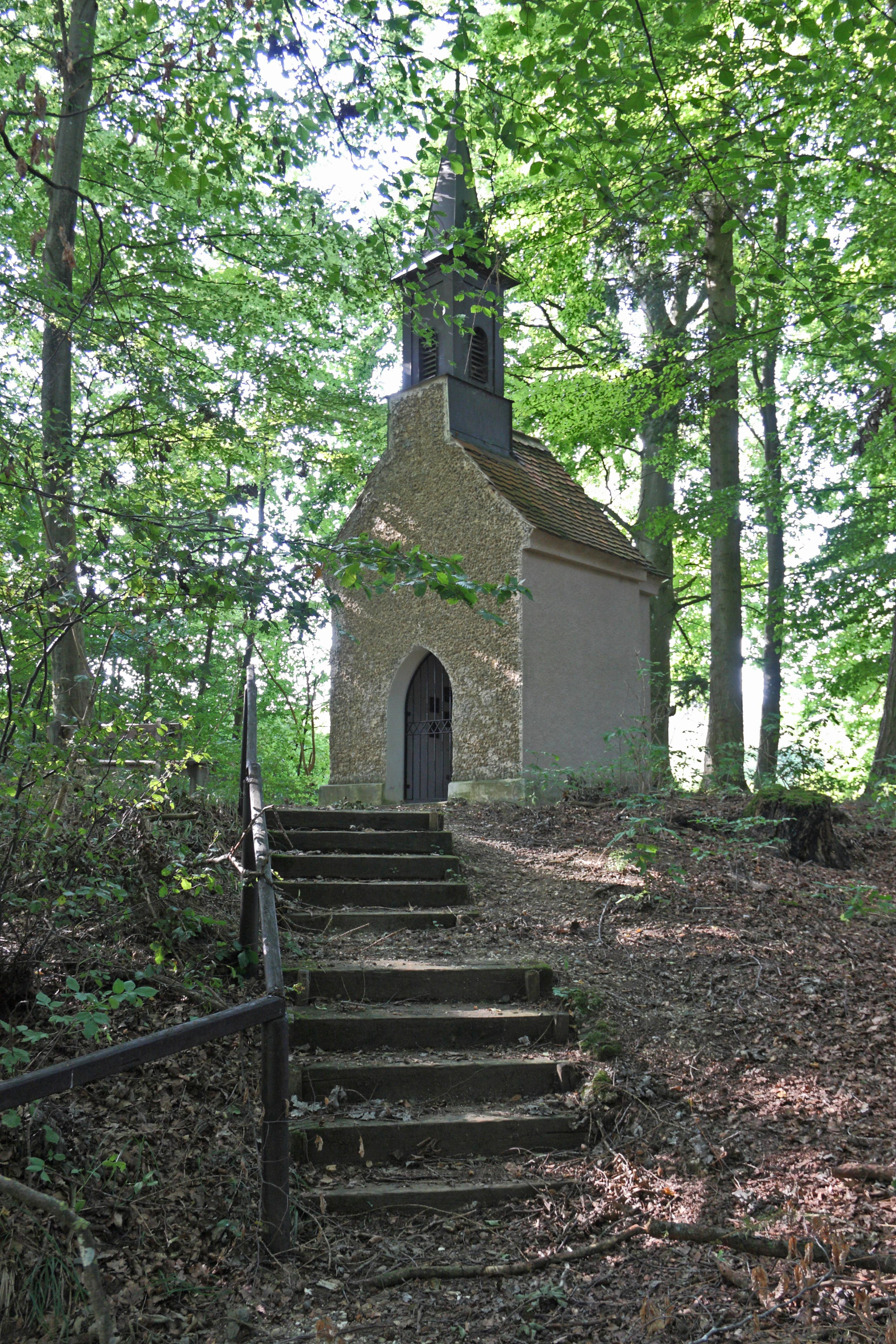
Heilig-Geist-Kapelle
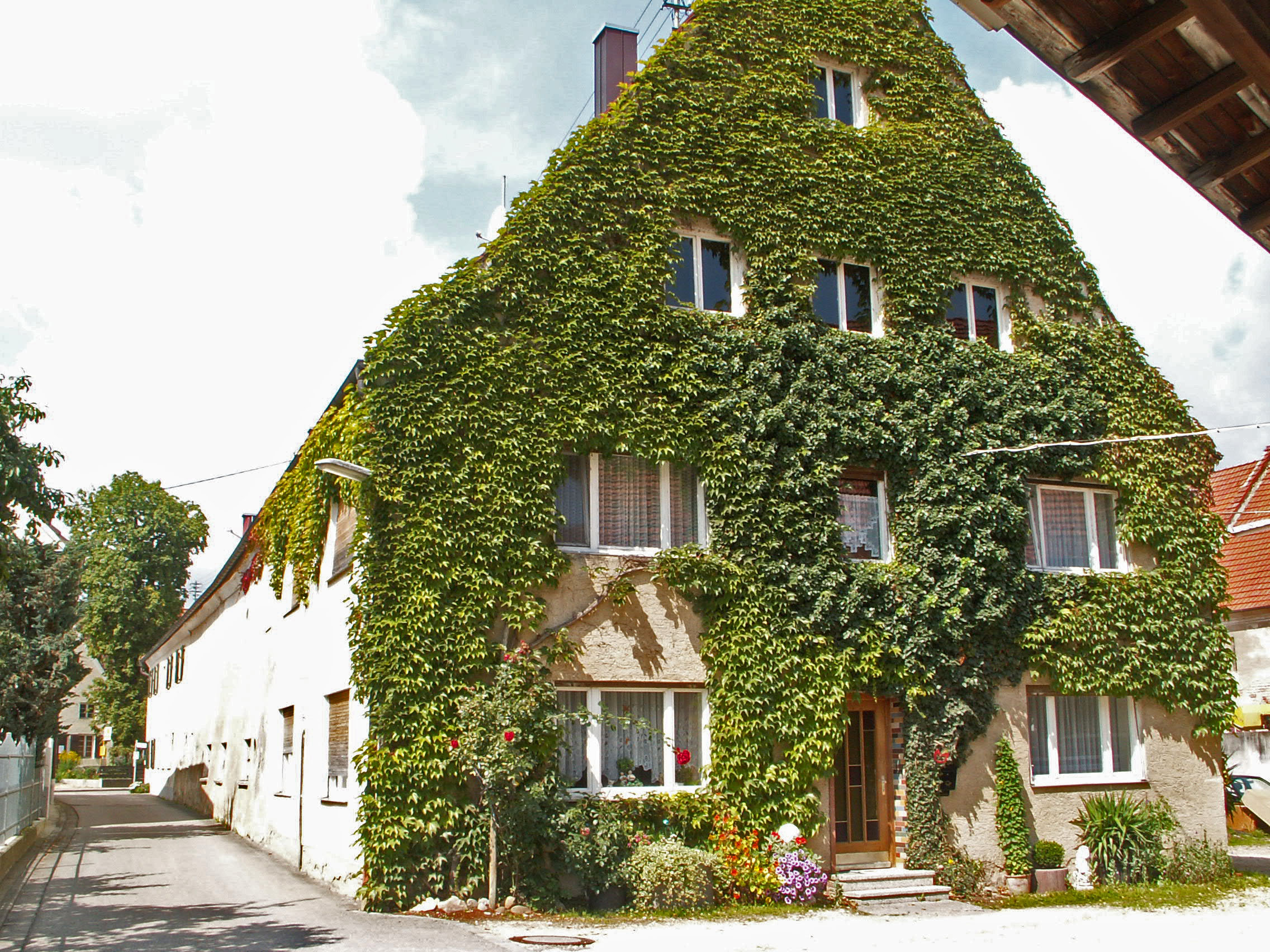
Ehemalige Klosterstallungen
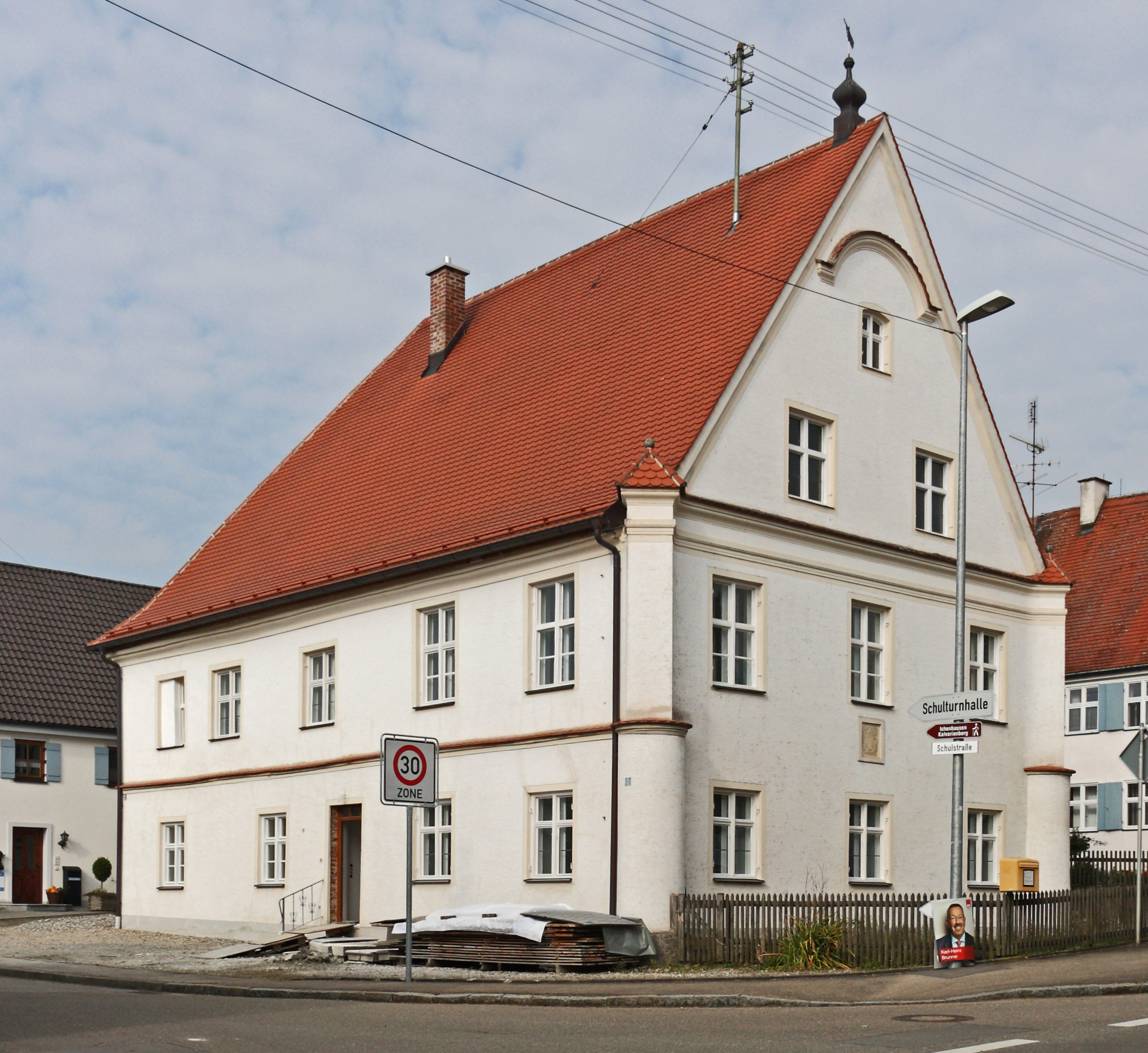
Ehemalige Vogtei
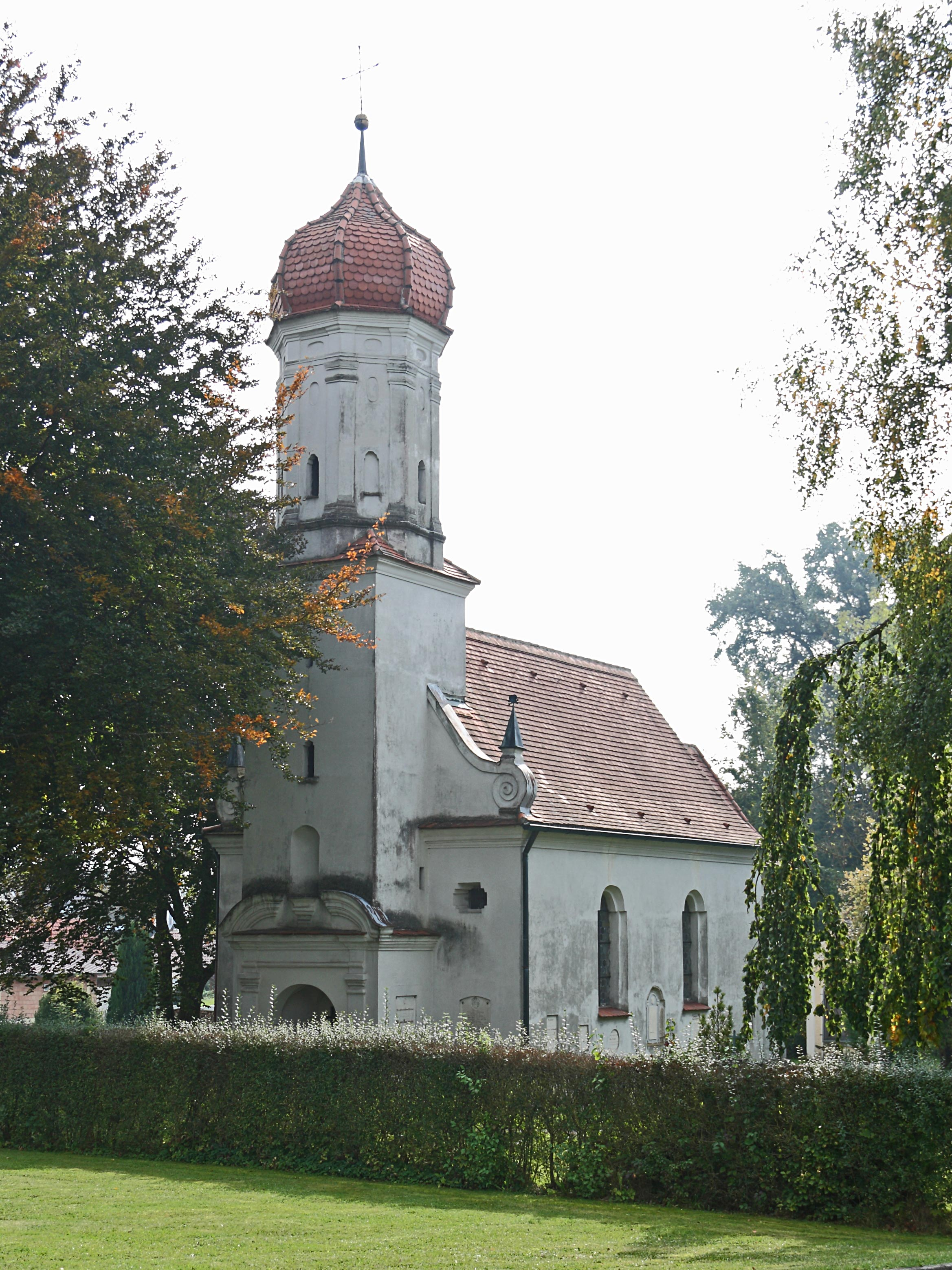
Friedhofskirche St. Patritius

## Bildung
- Der Kneipp-Kindergarten Wettenhausen betreut bis zu 50 Kinder ab dem ersten Jahr bis zum Schuleintritt.
- Im Ort befindet sich die Grundschule und das katholische St.-Thomas-Gymnasium Wettenhausen, welches bereits 1866 gegründet wurde. In der Grundschule werden Kinder in den Klassen 1 bis 4 unterrichtet und im Schnitt besuchen das Gymnasium etwa 700 Mädchen und Jungen. Der Besuch des Gymnasiums endet für die Jugendlichen mit dem Erreichen der allgemeinen Hochschulreife.

## Sport- und Kulturvereine
- FC Bayern Fan-Club Wettenhausen
- Freiwillige Feuerwehr e. V.
- Freundeskreis Kloster Wettenhausen e. V.
- Kloster Wettenhausen (Körperschaft des öffentlichen Rechts)
- Krieger- und Soldatenverein Wettenhausen
- Musikverein Wettenhausen
- Obst-u.Gartenbauverein Wettenhausen
- Pfarrgemeinderat Wettenhausen
- Senioren-Hoigarten Wettenhausen
- Show-Tanz-Gruppe Victory e. V.
- Vdk-Ortsgruppe Wettenhausen-Kötz
- Zweiradfreunde Wettenhausen
- Jagdgenossenschaft Wettenhausen/Hammerstetten/Kleinbeuren